# Lista de episódios de Rookie Blue
Está é uma lista dos episódios da série de televisão Rookie Blue.

## Geral
| Temporada | Temporada | Nº de episódios | Primeiro episódio   | Último episódio       | Lançamento em DVD  | Lançamento em DVD |
| Temporada | Temporada | Nº de episódios | Primeiro episódio   | Último episódio       | Região 1           | Região 4          |
| --------- | --------- | --------------- | ------------------- | --------------------- | ------------------ | ----------------- |
|           | 1ª        | 13              | 24 de junho de 2010 | 9 de setembro de 2010 | 31 de maio de 2011 | —                 |
|           | 2ª        | 13              | 23 de junho de 2011 | 8 de setembro de 2011 | —                  | —                 |
|           | 3ª        | 13              | Junho de 2012       | —                     | —                  | —                 |

## Primeira temporada
| Ep.T. | Ep. | Título original Título em português        | Diretor(a)       | Escritor(a)                               | Canadá    | Canadá        |
| Ep.T. | Ep. | Título original Título em português        | Diretor(a)       | Escritor(a)                               | Audiência | Exibição      |
| 1     | 1   | "Fresh Paint"                              | David Wellington | Tassie Cameron                            | 1,90      | 24 de junho   |
| 2     | 2   | "Mercury Retrograde"                       | Charles Binamé   | Morwyn Brebner                            | 1,39      | 1 de julho    |
| 3     | 3   | "Fite Nite"                                | David Wellington | Esta Spalding                             | 1,75      | 8 de julho    |
| 4     | 4   | "Signals Crossed"                          | Paul Fox         | Sherry White                              | 1,64      | 15 de julho   |
| 5     | 5   | "Broad Daylight" "Em Plena Luz do Dia"     | Alex Chapple     | Semi Chellas                              | 1,81      | 22 de julho   |
| 6     | 6   | "Bullet Proof" "À Prova de Balas"          | Charles Binamé   | Ellen Vanstone                            | 1,48      | 29 de julho   |
| 7     | 7   | "Hot & Bothered" "Calor Insuportável"      | David Wellington | Russ Cochrane                             | 1,60      | 5 de agosto   |
| 8     | 8   | "Honor Roll" "Seguindo as Regras"          | Eric Canuel      | Adam Pettle                               | 1,53      | 12 de agosto  |
| 9     | 9   | "Girlfriend of the Year"                   | David Wellington | Tassie Cameron                            | 1,48      | 19 de agosto  |
| 10    | 10  | "Big Nickel" "A Viagem"                    | Steve DiMarco    | Morwyn Brebner Adam Pettle                | 1,68      | 26 de agosto  |
| 11    | 11  | "To Serve or Protect" "Servir ou Proteger" | T. W. Peacocke   | Russ Cochran                              | 1,55      | 2 de setembro |
| 12    | 12  | "In Blue" "A Avaliação"                    | John Fawcett     | Noelle Carbone Esta Spalding              | 1,48[a]   | 9 de setembro |
| 13    | 13  | "Takedown" "A Grande Operação"             | David Wellington | Ellen Vanstone Adam Barken Tassie Cameron | 1,48[a]   | 9 de setembro |

a. ^ A estimativa da audiência da BBM Canada para o episódio final foi registrada como um episódio único de duas horas, em vez de dois episódios separados.

## Segunda temporada
| Ep.T. | Ep. | Título original Título em português | Diretor(a) | Escritor(a) | Canadá    | Canadá   |
| Ep.T. | Ep. | Título original Título em português | Diretor(a) | Escritor(a) | Audiência | Exibição |

## Terceira temporada
Em 13 de julho de 2011, a ABC e a Global anunciaram a renovação da série para uma terceira temporada com 13 episódios e que deve ir ao ar no verão do hemisfério norte em 2012.